# Marc Le Gros
 (mai 2020).
Si vous disposez d'ouvrages ou d'articles de référence ou si vous connaissez des sites web de qualité traitant du thème abordé ici, merci de compléter l'article en donnant les références utiles à sa vérifiabilité et en les liant à la section « Notes et références ».
Marc Le Gros est un poète et écrivain breton né en 1947 à Morlaix (Finistère). Petite enfance dans le petit port de Térénez en Plougasnou où sa grand-mère, Laurencine Coletter, l'initie très tôt aux arcanes de la pêche à pied. Ces paysages de l'extrême enfance nourriront plus tard les proses d’Éloge de la palourde publié en 1996 chez Flammarion et qui lui vaudra de nombreux prix.
Après une hypokhâgne à Rennes puis une Khâgne au lycée Henri-IV à Paris, commence des études de lettres. Thèse sur Arcane 17 d'André Breton sous la direction de Michel Quesnel, auteur entre autres de Baudelaire, solaire et clandestin (PUF, 1987). Il consacrera à André Breton un petit livre en 2000. Professeur de lettres à l'École normale de Quimper où il rencontre Per Jakez Helias, puis dans un lycée de la même ville. Parallèlement, il est Chargé de cours au centre universitaire et au 5e degré de l'université d'été de cette même ville. Il y retrouve Georges Perros dont il avait fréquenté en 1970 les premiers « cours d'ignorance » et auquel il consacrera un court essai en 2006.
Il a publié des proses, des essais, des récits de voyage et surtout de la poésie. Il est régulièrement publié chez de nombreux éditeurs bretons : Calligrammes, La Part commune, Apogée, Blanc Silex.
Il a collaboré, entre autres, aux revues Europe, R.B.L, La Rivière Échappée, Le Préau des Collines, La Quinzaine littéraire, Théodore Balmoral.
Nombreux livres d'artistes avec les peintres Jean-Pierre Thomas, Henri Girard, Yves Picquet, Gilles Plazy et Maya Mémin.

## Pour approfondir